# Kruisem
Kruisem ist eine Gemeinde in der belgischen Provinz Ostflandern, die am 1. Januar 2019 aus dem Zusammenschluss der Gemeinden Kruishoutem und Zingem entstand. Die fusionierte Gemeinde hat eine Fläche von 70,70 km² und zählt mehr als 15.000 Einwohner.

## Zusammenschluss
Die Regierung setzt Anreize für eine freiwillige Zusammenlegung von Gemeinden. Die Gemeinderäte von Kruishoutem und Zingem genehmigten 2017 eine Fusion, die durch einen Erlass vom 4. Mai 2018 sowie mehrere andere Fusionen mit Wirkung zum 1. Januar 2019 ratifiziert wurde.
Zum 1. Januar 2018 hatte die Gemeinde Kruishoutem eine Einwohnerzahl von 8086 und Zingem eine Einwohnerzahl von 7552.